# Patrick Horla
Patrick Horla Landemberguer (nascido em Goiânia, Goiás), é um rapper e compositor brasileiro.

## Biografia
Horla é conhecido por não mostrar a face nas apresentações ao vivo
. Lançou em 2010 seu primeiro disco, a mixtape A Seita de modo independente; o álbum tem seis faixas. Fez a participações com o rapper U-Inversu, na música "Destruição dos Vermes" com DJ Caíque, na música "A Seita" que também foi incluída no álbum Coligações Expressivas Vol. 2, da 360 Graus Records e na coletânea Arsenal Bélico, da Vanguarda do Rap Nacional, com "Azul da Prússia", sua canção de maior reconhecimento.

### Álbuns
- A Seita (2009)

### Clipes
- "Piada sem risada"
- "Camisinha de força"
- "Mania de Maniaco"

#### Singles
- "Funkeiro No Grau"
- "O Próximo Terror de Stephen King"
- "A Seita"
- "O Bandido da Lupa Vermelha"
- "Mania de Maníaco"
- "Azul da Prússia"
- "Piada sem Risada"
- "Patrick Doentio"
- "Vai Fuder"
- "Postulado Horla"
- "Wordsmith"
- "Vestido para Matar"
- "Não é pra Puta"
- “Camisinha de Força”

#### Participações
- "Divina Comédia (Pau no Cu)" - Usmano
- "Baby Eu Comi" - com Lethal Isabela Eva e MorTão
- "777" - A Última Theoria

- Atentado Napalm part Patrick Horla - Caminhando na escuridão

- Caligari - Emboscada part. Patrick Horla e Trayce (Prod. Dj Caique)
- A Seita, o surto! - Paimon